# Dig (série télévisée)
Pour les articles homonymes, voir Dig.
Dig est une série télévisée américaine créée par Gideon Raff et Tim Kring diffusée entre le 25 mars 2015 et 7 mai 2015 sur USA Network.
En France, la série a été diffusée dans Serial Thriller à partir du 31 janvier 2016 sur 13e rue.

## Synopsis
Une archéologue est assassinée à Jérusalem. L’enquêteur désigné, Peter Connely, est agent du FBI en fonction à Jérusalem. Rapidement, il apparaît que le meurtre trouverait ses origines dans une prophétie vieille de deux mille ans. L'Agent Spécial Connelly fera tout pour empêcher la réalisation de la prophétie..

## Distribution
- Jason Isaacs (VF : Jean-François Aupied ) : Agent spécial Peter Connelly[2]
- Anne Heche (VF : Rafaèle Moutier ) : Agent Special Lynn Monahan, FBI Legal Attache, plus Peter's boss and casual lover[3]
- Alison Sudol (VF : Caroline Victoria) : Emma Wilson[4]
- Ori Pfeffer (VF : Nessym Guétat) : détective Golan Cohen[5]
- Regina Taylor (VF : Denise Metmer) : Ambassadeur Ruth Ridell[6]
- David Costabile (VF : Michel Dodane) : Tad Billingham[7]
- Lauren Ambrose (VF : Barbara Kelsch) : Debbie Morgan[8]
- Richard E. Grant (VF : Gabriel Le Doze) : Ian Margrove)
- Zen Mcgrath : (VF : Victor Quilichini) : Josh
- Angela Bettis (VF : Marie Giraudon)  : Fay[9]
- Omar Metwally (VF : Matthieu Albertini) : Yussef Khalid

### Récurrents
- Asi Cohen (en) (VF : Sam Salhi) : Shem

- Guy Selenik (VF : Rémi Caillebot) : Avram
- Shmil Ben Ari (en) (VF : Michel Voletti ) : Rabbi Lev

- Melinda Page Hamilton (VF : Brigitte Virtudes) : Sandra[10]

- Annabelle Roux (VF : Noa Tishby) : Liat
- Dean Chekvala (VF : Sébastien Desjours ) : Charlie

Source VF sur RS Doublage  et DSD

## Production

### Développement
Alors que la série devait avoir seulement 6 épisodes, USA Network commande 4 épisodes supplémentaires le 7 octobre 2014.
Le 5 mars 2015 les créateurs confirment que la série pourrait avoir une seconde saison avec une histoire différente mais les mêmes personnages.
Le 12 mai 2015, la série est officiellement annulée.

### Tournage
Le 23 juillet 2014, le tournage qui se passait en Israël, se déplace aux États-Unis.

## Épisodes
1. Secrets enfouis [1/2] (Pilot Int'l part 1)
2. Secrets enfouis [2/2] (Pilot Int'l part 2)
3. Le pectoral (Catch You Later)
4. La pierre de la discorde (Meet the Rosenbergs)
5. La prière de David (Prayer of David)
6. Troublantes coïncidences (Emma Wilson's Father)
7. Le puits des âmes (Well of Souls)
8. L'ordre du Moriah (Trust no One)
9. Les sœurs de Dinah (Sisters of Dinah)
10. Josaphat (Jehoshaphat)
11. Le protocole Armageddon (Armageddon Protocol)